# Столяренко Олександр Олександрович
Олекса́ндр Олекса́ндрович Столяре́нко — полковник медичної служби Збройних сил України.
Заступник начальника Військово-медичного клінічного центру Центрального регіону, Вінниця. Проводив операції в зоні бойових дій та у Вінниці.

## Нагороди
За особисту мужність, сумлінне та бездоганне служіння Українському народові, зразкове виконання військового обов'язку відзначений — нагороджений
- 10 жовтня 2015 року — почесним званням «Заслужений лікар України».